# Liste der Bodendenkmale in Leck (Nordfriesland)
In der Liste der Bodendenkmale in Leck sind die Bodendenkmale der Gemeinde Leck nach dem Stand der Bodendenkmalliste des Archäologischen Landesamts Schleswig-Holstein von 2016 aufgelistet. Die Baudenkmale sind in der Liste der Kulturdenkmale in Leck (Nordfriesland) aufgeführt.
| Denkmal-ID           | Befundart           | Bezeichnung                             | Zeitstellung                 | Lage | Bemerkungen | Bild           |
| -------------------- | ------------------- | --------------------------------------- | ---------------------------- | ---- | ----------- | -------------- |
| aKD-ALSH-Nr. 001 328 | Grabmal > Grabhügel | Grabhügel                               | Vor- und/oder Frühgeschichte |      |             |                |
| aKD-ALSH-Nr. 001 329 | Grabmal > Grabhügel | Grabhügel                               | Vor- und/oder Frühgeschichte |      |             |                |
| aKD-ALSH-Nr. 001 330 | Grabmal > Grabhügel | Grabhügel                               | Vor- und/oder Frühgeschichte |      |             |                |
| aKD-ALSH-Nr. 001 331 | Grabmal > Grabhügel | Grabhügel                               | Vor- und/oder Frühgeschichte |      |             |                |
| aKD-ALSH-Nr. 001 332 | Grabmal > Grabhügel | Grabhügel                               | Vor- und/oder Frühgeschichte |      |             |                |
| aKD-ALSH-Nr. 001 333 | Grabmal > Grabhügel | Grabhügel                               | Vor- und/oder Frühgeschichte |      |             |                |
| aKD-ALSH-Nr. 001 334 | Grabmal > Grabhügel | Grabhügel                               | Vor- und/oder Frühgeschichte |      |             |                |
| aKD-ALSH-Nr. 001 335 | Grabmal > Grabhügel | Grabhügel                               | Vor- und/oder Frühgeschichte |      |             |                |
| aKD-ALSH-Nr. 001 336 | Grabmal > Grabhügel | Grabhügel                               | Vor- und/oder Frühgeschichte |      |             |                |
| aKD-ALSH-Nr. 001 337 | Grabmal > Grabhügel | Grabhügel                               | Vor- und/oder Frühgeschichte |      |             |                |
| aKD-ALSH-Nr. 001 338 | Grabmal > Grabhügel | Grabhügel                               | Vor- und/oder Frühgeschichte |      |             |                |
| aKD-ALSH-Nr. 001 339 | Altweg              | Weg/Furt/Wasserstraße/Hafen „Ochsenweg“ | Vor- und Frühgeschichte      | ·    |             | weitere Bilder |
| aKD-ALSH-Nr. 001 340 | Grabmal > Grabhügel | Grabhügel                               | Vor- und/oder Frühgeschichte |      |             |                |